# Tavola degli integrali indefiniti di funzioni d'area
Questa pagina contiene una tavola di integrali indefiniti di funzioni d'area. Per altri integrali vedi Integrale § Tavole di integrali.
{\displaystyle \int \mathrm {settsinh} \,{\frac {x}{c}}\,dx=x\,\mathrm {settsinh} \,{\frac {x}{c}}-{\sqrt {x^{2}+c^{2}}}}
{\displaystyle \int \mathrm {settcosh} \,{\frac {x}{c}}\,dx=x\,\mathrm {settcosh} \,{\frac {x}{c}}-{\sqrt {x^{2}-c^{2}}}}
{\displaystyle \int \mathrm {settanh} \,{\frac {x}{c}}\,dx=x\,\mathrm {settanh} \,{\frac {x}{c}}+{\frac {c}{2}}\log |c^{2}-x^{2}|\qquad {\mbox{(per }}|x|<|c|{\mbox{)}}}
{\displaystyle \int \mathrm {settcoth} \,{\frac {x}{c}}\,dx=x\,\mathrm {settcoth} \,{\frac {x}{c}}+{\frac {c}{2}}\log |x^{2}-c^{2}|\qquad {\mbox{(per }}|x|>|c|{\mbox{)}}}
{\displaystyle \int \mathrm {settsech} \,{\frac {x}{c}}\,dx=x\,\mathrm {settsech} \,{\frac {x}{c}}-c\,\mathrm {arctan} \,{\frac {x\,{\sqrt {\frac {c-x}{c+x}}}}{x-c}}\qquad {\mbox{(per }}x\in \{0,\,c\}{\mbox{)}}}
{\displaystyle \int \mathrm {settcsch} \,{\frac {x}{c}}\,dx=x\,\mathrm {settcsch} \,{\frac {x}{c}}+c\,\log \,{\frac {x+{\sqrt {x^{2}+c^{2}}}}{c}}\qquad {\mbox{(per }}x\in \{0,\,c\}{\mbox{)}}}